# Jyrisevänsaaret
Jyrisevänsaaret är en ö i Finland. Den ligger i Äkäsjoki och i kommunen Kolari kommun i den ekonomiska regionen  Fjäll-Lappland  och landskapet Lappland, i den norra delen av landet, 800 km norr om huvudstaden Helsingfors. Öns area är 0,8 hektar och dess största längd är 270 meter i sydväst-nordöstlig riktning.